# Shattuara II

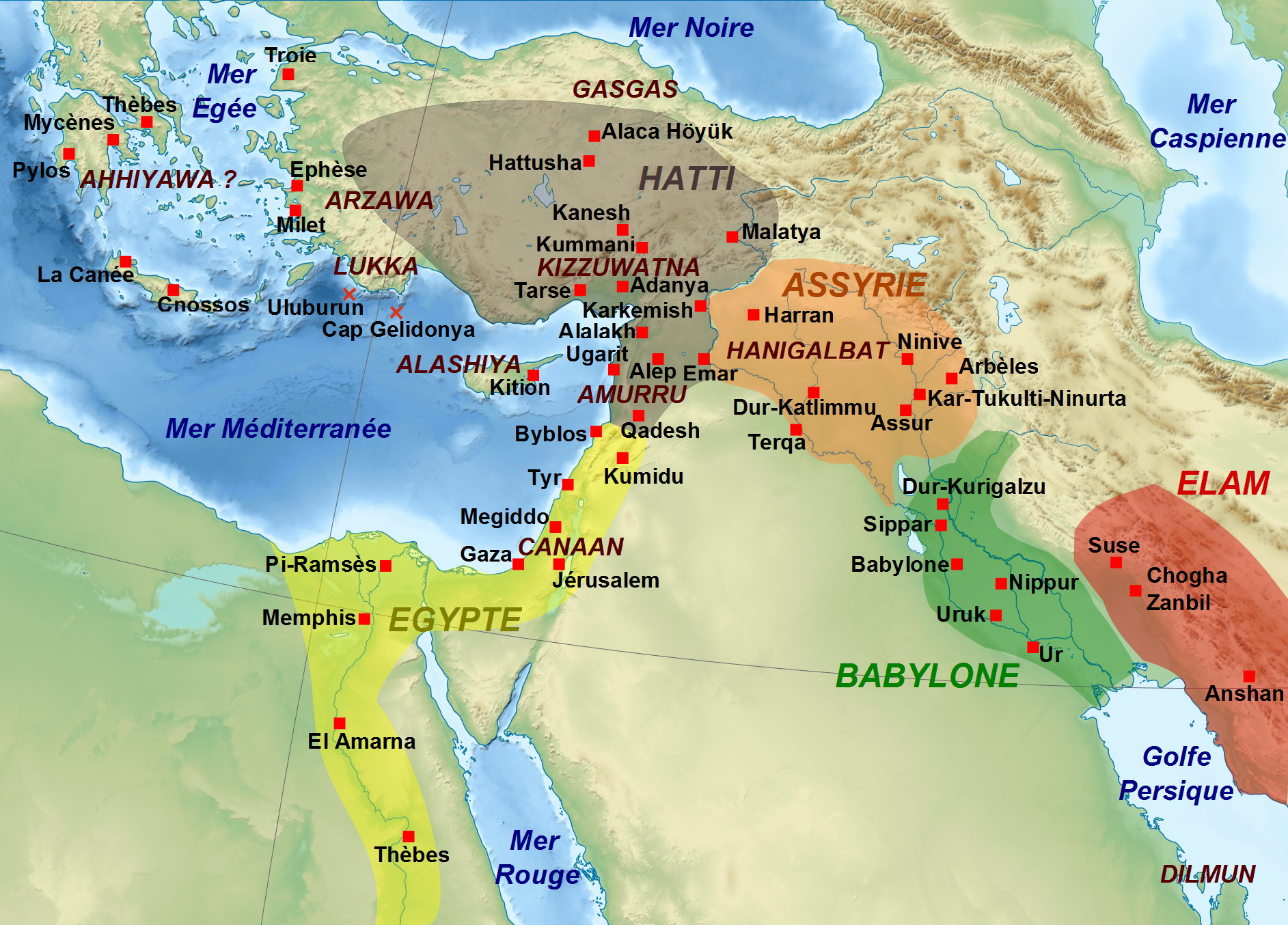
Carte du Proche-Orient ancien au 13e siècle avant J.-C., montrant l'emplacement du pays de Hanigalbat après son annexion par l'Assyrie.

Shattuara II est le dernier roi du Mitanni, un royaume du Proche-Orient ancien situé dans l'actuelle Syrie. Il régna vers 1280-1270 av. J.-C. Il tente de rallumer le flambeau de la révolte contre les Assyriens. C'est probablement le neveu du roi précédent, Wasashatta, déjà battu par les Assyriens.
Dans les sources du règne du roi assyrien Salmanazar Ier (décennies 1270 à 1240 av. J.-C.), on apprend que le roi Shattuara II du Mitanni, se rebella vers 1250 av. J.-C. contre le joug assyrien avec l’aide des Hittites et des nomades Ahlamu. Son armée, bien préparée, occupa tous les cols et les points d’eau. Selon le récit qu'en font les scribes de Salmanazar, l’armée assyrienne souffrit donc de la soif durant sa progression.
Cela ne l'empêcha pas de remporter la victoire. Salmanazar proclame avoir tué 14 400 hommes. Les survivants furent rendus aveugles et renvoyés au Mitanni. Ses inscriptions mentionnent la conquête de neuf temples fortifiés. 180 villes hourrites furent transformées en tas de ruines. Shalmaneser abattit comme des moutons les armées des hittites et de leurs alliés Ahlamu. Les villes de Taidu à Irridu furent capturées, de même que toute la région entre le mont Kashiar et Eluhat et celle située entre la forteresse de Sudu et Harranu et Karkemish sur l'Euphrate. D'autres inscriptions relatent la construction d'un temple dédié à Adad à Kahat, une ville du Mitanni qui avait également dû être prise durant cette campagne.